# Nahid Islam
Pour les articles homonymes, voir Islam (homonymie).
Nahid Islam (en bengali : নাহিদ ইসলাম), né en 1998, est un militant étudiant bangladais. Avec Asif Mahmud, il est à la tête d'une des organisations étudiante impliqués dans les mouvements contre le système des quotas et la politique de la Première ministre Sheikh Hasina. Les manifestations liés à ces mouvements entrainent la démission de cette dernière et l'arrivée d'un gouvernement intérimaire auquel Asif Mahmud participe dès le 17 août.